# Tomás António Gonzaga
Tomás António Gonzaga (Miragaia, Porto, 11 de agosto de 1744 — Ilha de Moçambique, 1810), cujo nome arcádico é Dirceu, foi um jurista, poeta e ativista político participante da Inconfidência Mineira, movimento pela independência de Minas Gerais, precursor do processo que conduziu à separação do Brasil de Portugal. Considerado o mais proeminente dos poetas árcades, é ainda hoje estudado em escolas e universidades por seu "Marília de Dirceu".

## Biografia
Nasceu em Miragaia, freguesia da cidade portuguesa do Porto, em prédio em nossos dias devidamente assinalado. Era filho de mãe portuguesa (de ascendência inglesa, Tomásia Isabel Clark) e pai brasileiro, nordestino (João Bernardo Gonzaga). Órfão de mãe no primeiro ano de vida, mudou-se com o pai, magistrado brasileiro, para Pernambuco em 1751 e depois para a Bahia, onde estudou no Colégio dos Jesuítas. Em 1761, voltou a Portugal para cursar Direito na Universidade de Coimbra, tornando-se bacharel em Leis em 1768. Com intenção de lecionar naquela universidade, escreveu a tese Tratado de Direito Natural, no qual enfocava o tema sob o ponto de vista tomista, mas depois trocou as pretensões ao magistério superior pela magistratura. Exerceu o cargo de juiz de fora na cidade de Beja, em Portugal. Quando voltou ao Brasil, em 1782, foi nomeado Ouvidor dos Defuntos e Ausentes da comarca de Vila Rica, sediada na atual cidade de Ouro Preto, então conheceu a adolescente,  de apenas dezesseis anos, Maria Doroteia Joaquina de Seixas Brandão, a pastora Marília em uma das possíveis interpretações de seus poemas, que teria sido imortalizada em sua obra lírica (Marília de Dirceu) - apesar de ser muito discutível essa versão, tendo em vista as regras retórico-poéticas que prevaleciam no século XVIII, época em que os poemas foram escritos.
Durante sua permanência em Minas Gerais, escreveu Cartas Chilenas, poema satírico em forma de epístolas, uma violenta crítica ao governo colonial. Promovido a desembargador da relação da Bahia em 1786, resolve pedir em casamento Maria Doroteia dois anos depois. O casamento é marcado para o final do mês de maio de 1789. Como era menos rico que ela e era funcionário público, portanto poderia ser transferido para a capital, Salvador, sofreu grande oposição por parte dos pais de Maria Dorotéia.

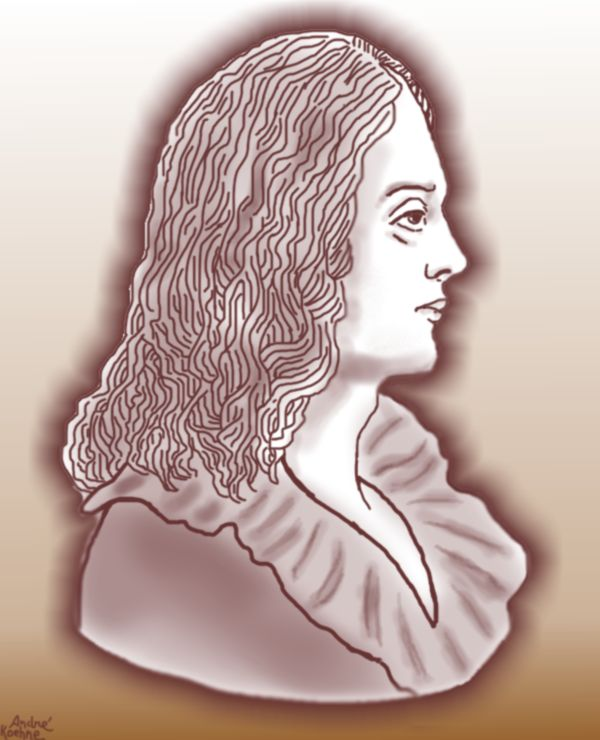
Retrato do poeta luso-brasileiro Tomás António Gonzaga - feito com base em gravura do.

Por seu papel na Inconfidência Mineira ou Conjuração Mineira (primeira revolta pró-independência de Minas Gerais), trabalhando junto de outros personagens dessa revolta como: Cláudio Manuel da Costa, Silva Alvarenga e Alvarenga Peixoto, é acusado de conspiração e preso em 1789, cumprindo sua pena de três anos na Fortaleza da Ilha das Cobras, no Rio de Janeiro, tendo seus bens confiscados. Foi, portanto, separado de sua amada, Maria Doroteia. Permaneceu em reclusão por três anos, durante os quais, teria escrito a maior parte das liras atribuídas a ele, pois não há registros de assinatura em qualquer uma de suas poesias. Em 1792, sua pena é comutada em degredo, a pedido pessoal de D. Maria I e o poeta é enviado a costa oriental da África, a fim de cumprir, em Moçambique, a sentença de dez anos.
No mesmo ano é lançada em Lisboa a primeira parte de Marília de Dirceu, com 33 liras (nota-se que não houve participação, portanto, do poeta na edição desse conjunto de liras, e até hoje não se sabe quem teria feito, provavelmente irmãos de maçonaria). No país africano trabalha como advogado e hospeda-se em casa de abastado comerciante de escravos, vindo a se casar em 1793 com a filha dele, Juliana de Sousa Mascarenhas, com quem teve dois filhos: Ana Mascarenhas Gonzaga e Alexandre Mascarenhas Gonzaga, vivendo depois disso, durante quinze anos, rico e considerado, até morrer em 1810. Em 1799, é publicada a segunda parte de Marília de Dirceu, com mais 65 liras. No desterro, ocupou os cargos de procurador da Coroa e Fazenda, e o de juiz de Alfândega de Moçambique (cargo que exercia quando morreu). Gonzaga foi muito admirado por poetas Romantismo/românticos como Casimiro de Abreu e Castro Alves. É patrono da cadeira 37 da Academia Brasileira de Letras.
Suas principais obras são: Tratado de Direito Natural; Marília de Dirceu (coleção de poesias líricas, publicadas em três partes, em 1792, 1799 e 1812 - hoje sabe-se que a terceira parte não foi escrita pelo poeta); Cartas Chilenas (impressas em conjunto em 1863).
A data de sua morte não é uma data certa, mas sabe-se que ele veio a falecer entre 1809 e 1810.

## Características literárias
A poesia de Tomás António Gonzaga apresenta as típicas características árcades e neoclássicas: o pastoril, o bucólico, a Natureza amena, o equilíbrio etc. Paralelamente, possui características pré-românticas (principalmente na segunda parte de Marília de Dirceu, escrita na prisão): confissões de sentimento pessoal, ênfase emotiva estranha aos padrões do neoclassicismo, descrição de paisagens brasileiras, etc.
O convívio com o Iluminismo põe em seu estilo a preocupação em atenuar as tensões e racionalizar os conflitos.
Tomás António Gonzaga escreveu versos marcados por expressão própria, pela harmonização dos elementos racionais e afetivos e por um leve toque de sensualidade. Segundo Alfredo Bosi, Gonzaga está acima de tudo preocupado em "achar a versão literária mais justa dos seus cuidados". Assim, "a figura de Marília, os amores ainda não realizados e a mágoa da separação entram apenas como 'ocasiões' no cancioneiro de Dirceu", o que diferencia o autor dos seus futuros colegas românticos.

### Marília de Dirceu
As liras a sua pastora idealizada refletem a trajetória do poeta, na qual a prisão atua como um divisor de águas(a segunda parte do livro é contada dentro da prisão). Antes do encarceramento, num tom de fidelidade, canta a ventura da iniciação amorosa, a satisfação do amante, que, valorizando o momento presente, busca a simplicidade do refúgio na natureza amena, ora é europeia e ora mineira. Depois da reclusão, num tom trágico de desalento, canta o infortúnio, a injustiça (ele se considera inocente, portanto, injustiçado), o destino e a eterna consolação no amor da figura de Marília. São compostas em redondilha menor ou decassílabos quebrados. Expressam a simplicidade e gracioso lirismo íntimo, decorrentes da naturalidade e da singeleza no trato dos sentimentos e da escolha linguística. Ao delegar posição poética a um campesino, sob cuja pele se esconde um elemento civilizado, Gonzaga demonstra mais uma vez suas diferenças com a filosofia romântica, pois segue o descrito nas regras para a confecção de éclogas nos manuais de poética da época, que instruem aos poetas que buscam a superação dos antigos, imitando-os, a utilizações de eu-líricos que se aproximem as figuras de pastores, caçadores, hortelãos e vaqueiros.

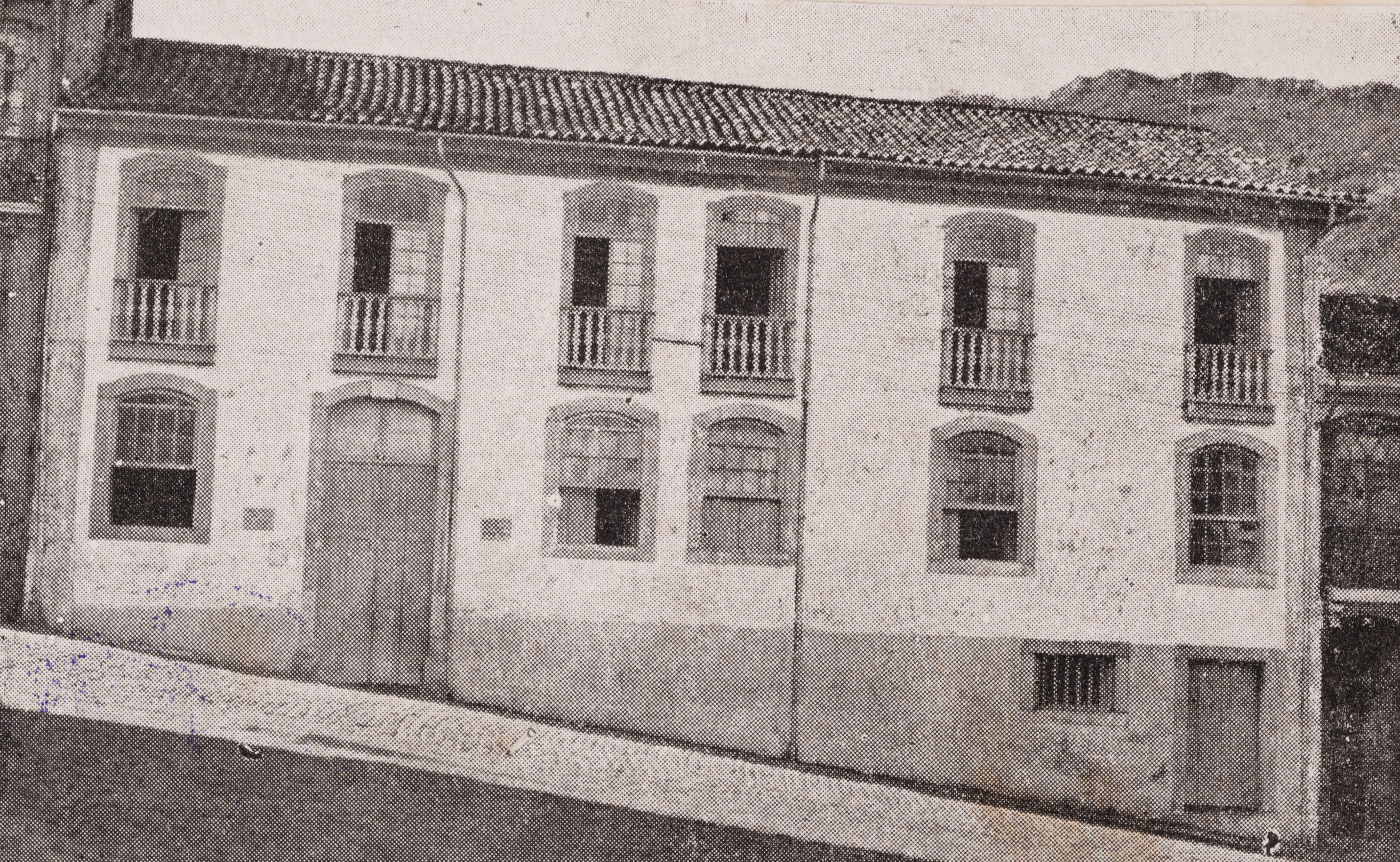
Casa em que residiu o poeta Tomás Antonio Gonzaga, da última janela a direita, contemplava ele a sua noiva a célebre Marilia de Dirceu, Maria Doroteia Joaquina de Seixas Brandão.

Marília é ora morena, ora loira. O que comprova não ser a pastora, Maria Doroteia na vida real, mas uma figura simbólica que servia à poesia de Tomás António Gonzaga. É anacronismo destinar ao sentimento existente entre o poeta e Maria Doroteia a motivação para a confecção dos poemas, tendo em vista que esse pensamento só surgiu com o pensamento Romântico, no século XIX. É mais cabível a teoria de inspiração no ideal de emulação, que configurava o sentimento poético da época, baseado nas filosofias retórico-poéticas vigentes, em que o poeta, seguindo inúmeras regras de confecção, "imitava" os poetas antigos procurando superá-los. Muitos pouco conhecedores de literatura podem acreditar que o poeta cai em contradições, ora assumindo a postura de pastor que cuida de ovelhas e vive numa choça no alto do monte, ora a do burguês Dr. Tomás António Gonzaga, juiz que lê altos volumes instalados em espaçosa mesa, mas o fazem por analisar os poemas com critérios anacrônicos à época, analisam com pensamentos surgidos após o Romantismo, textos que o precedem.
É interessante atentar para alguns aspectos dessa obra de Gonzaga. Cada lira é um dialogo de Dirceu com sua pastora Marília, mas, embora a obra tenha a estrutura de um diálogo, só Dirceu fala (trata-se de um monólogo), chamando Marília em geral com vocativos. Para o crítico Antonio Candido, o melhor título para a obra seria Dirceu de Marília, mas o patriarcalismo de Gonzaga nunca lhe permitiria pôr-se como a coisa possuída. Sem esquecer que Tomás António Gonzaga morreu de paixão. Ele foi mandado para a ilha das Cobras no Rio de Janeiro, depois para Moçambique na África. Casando-se com uma filha de um mercador de escravos; diga-se de passagem: Logo ele que era totalmente contra a escravidão.

## Representações na cultura
Tomás António Gonzaga já foi retratado como personagem no cinema e na televisão, interpretado por Gianfrancesco Guarnieri na telenovela Dez Vidas (1969), Luiz Linhares no filme Os Inconfidentes (1972) e Eduardo Galvão no filme Tiradentes (1999).
Sobre esta escolha, registrou Afrânio Peixoto
| “ | A Silva Ramos, que lembrara Gonçalves Crespo, nascido no Brasil, não o permitiram, por «português», aceitando, entretanto, Gonzaga, que nascera em Portugal… | ” |